# World Boxing Association
Die World Boxing Association (WBA) ist ein Boxverband, der offizielle Kämpfe ausrichtet und die WBA-Weltmeistertitel im Profiboxen verleiht. Früher war die WBA als National Boxing Association bekannt, die Namensänderung fand 1962 statt. Sie ist der älteste der von der IBHOF anerkannten bedeutenden Boxverbände, die anderen drei sind die International Boxing Federation, das World Boxing Council und die World Boxing Organization.

## Ursprung
Der Ursprung der WBA lässt sich zu der US-amerikanischen National Boxing Association (genannt NBA) zurückverfolgen, die sich 1921 gegründet hat. Der erste von der Organisation anerkannte Kampf war der Schwergewichts-Titelkampf zwischen Jack Dempsey und Georges Carpentier im US-Bundesstaat New Jersey. Zu dieser Zeit erholte sich die Welt gerade vom Ersten Weltkrieg, und viele Athleten hatten sich dem Militär angeschlossen, um für ihr Land zu kämpfen. Boxen wurde dort zu einer beliebten Unterhaltungssportart. Promoter Tex Rickard, ein NBA-Wohltäter und der Don King seiner Zeit, half mit, einige Titelkämpfe, insbesondere Jack Dempseys, anzusetzen, von denen einige in die Boxgeschichte eingingen.
Die NBA wurde von Vertretern von dreizehn amerikanischen Staaten gegründet um den Einfluss von der New York State Athletic Commission (NYSAC) in der Boxwelt auszugleichen. Oft bekränzten die NBA und die NYSAC verschiedene Weltmeister in derselben Kategorie, was zu Verwirrungen führte.
Da Tex Rickard 1931 unerwartet an einer Blinddarmentzündung starb, musste die NBA mehr auf ihre Weltmeister setzen und vermarktete diese als Showstars, damit deren Namen das Geschäft retten würden.
Es folgten die Weltmeisterschaftsjahre von Joe Louis, der den Titel 1937 gewann und bis 1949 hielt. Mit ihm als Aushängeschild fanden die NBA und das Profiboxen ihren Weg durch den nächsten Krieg. Louis und die Weltmeister der anderen Gewichtsklassen kamen während ihrer Kriegseinsätze immer wieder in die Vereinigten Staaten zurück, um ihre Titel zu verteidigen. Dies ließ die NBA-Weltmeister heldenhaft und patriotisch erscheinen.
Als in den 1950ern viele Boxer in die Staaten zurückkehrten, neue Talente aufkamen und immer mehr Menschen einen Fernseher hatten, wurde der Boxsport immer populärer. 1962 änderte die NBA ihren Namen offiziell in WBA (World Boxing Association).

## Konkurrenzorganisationen
Das in den 1960er Jahren gegründete WBC wurde bis in die 1980er der Hauptgegner der WBA, insbesondere als sie mit Ken Norton 1978 einen eigenständigen Schwergewichtsweltmeister präsentierte.
Der Bezwinger von Norton, Larry Holmes, konnte in der Folge den Ex-WBA-Titelträger Muhammad Ali schlagen, das WBC erhielt Legitimation.
Erschwerend kam hinzu, dass es in den 1980ern keinen lange regierenden WBA-Champion im Schwergewicht gab. John Tate unterlag Mike Weaver, der Michael Dokes, dieser wiederum Gerrie Coetzee, der schon gegen Tate verloren hatte und schnell gegen Greg Page verlor, der sofort den Titel an Tony Tubbs abgab, der Tim Witherspoon unterlag, der gegen James Smith verlor.
1983 gründete sich die IBF, die mit Larry Holmes gleich einen bekannten Schwergewichtler hatte.
1988 etablierte sich die WBO und in der Folge fast ein Dutzend weiterer Verbände.

## Kontroversen
1982 endeten viele WBA-Weltmeisterschaftskämpfe in Kontroversen oder Tragödien. Am 12. November des Jahres kam es zum Kampf um den Halbweltergewichtstitel zwischen Aaron Pryor und Alexis Arguello. Eine umstrittene Flasche mit bis heute unbekanntem Inhalt wurde nach zwölf Runden in die Ringecke Pryors geschmuggelt, und die WBA bestand auf einem Rückkampf. Am nächsten Tag verteidigte Ray Mancini seinen Leichtgewichtsweltmeistertitel gegen Kim Duk-koo, der fünf Tage später an den Folgen der harten Treffer, die er während des Kampfes einstecken musste, starb. Am 10. Dezember desselben Jahres brach Ringrichter Joey Curtis einen Schwergewichtstitelkampf zwischen dem Herausforderer Michael Dokes und dem Weltmeister Mike Weaver bereits nach 63 Sekunden ab. Er sagte später aus, dass er dabei durch den Tod Kims beeinflusst wurde. Sofort wurde ein Rückkampf beschlossen.

## Superchampion
In den letzten Jahren hat die WBA ein neues Konzept entwickelt, das Superchampion genannt wird. Ein WBA-Superchampion wird in dem Fall geführt, wenn ein Boxer einen WBA-Titel gleichzeitig mit mindestens einem anderen Titel eines Rivalen (WBC, IBF und WBO) in derselben Gewichtsklasse vereinigt. Solche Mehrfachtitelhalter werden gewöhnlich als Unified Champions bezeichnet. Wenn ein Boxer Superchampion geworden ist, wird ihm sein eigentlicher / regulärer Titel aberkannt. Danach werden zwei Boxer bestimmt, die um den vakanten regulären WBA-Weltmeistertitel boxen. Sowohl der Status des Unified- als auch der des Super-Champions ist höher gereiht als der des regulären. Daher ist der reguläre WBA-Weltmeister, wenn es gleichzeitig einen Unified- oder Super-Champion gibt, nicht der „eigentliche“ Weltmeister. Die Superchampions haben anstelle der üblichen neun Monate 18 Monate Zeit, sich auf eine Titelverteidigung vorzubereiten. Da sie mindestens die doppelte Anzahl an Titeln verteidigen, sollen sie laut WBA als Ausgleich die doppelte Zeit für eine Kampfvorbereitung haben.

## Titel der WBA
- Kontinentaler Meister (WBA Continental Champion)
- Interkontinentaler Meister (WBA Inter-Continental Champion)
- Kontinentaler Amerika-Meister (WBA Continental Americas Champion)
- Internationaler Meister (WBA International Champion)
- Ozeanischer Meister (WBA Oceania Champion)
- Panafrikanischer Meister (WBA Pan African Champion)
- Interims-Weltmeister (WBA Interim Champion)
- Regulärer Weltmeister (WBA World Champion)
- Unangefochtener Weltmeister (WBA Super Champion)
- WBA Fedebol Champion
- WBA Fedecaribe Champion
- WBA Fedecentro Champion
- WBA Fedelatin Champion

## Verstoß gegen eigene Regularien
Die WBA verstieß am 5. Januar 2016 gegen ihre eigenen Regularien: Der US-Amerikaner Andre Ward, der WBA-Superchampion im Supermittelgewicht war, stieg ins Halbschwergewicht auf, wodurch dieser Titel vakant wurde. Daraufhin ernannte die WBA Tschudinow, da dieser regulärer Weltmeister war, zum Superchampion und stufte den Rückkampf zwischen Vincent Feigenbutz und dem Italiener Giovanni de Carolis zum regulären Weltmeisterschaftskampf hoch (De Carolis gewann diesen Fight gegen Feigenbutz am 9. Januar 2016 durch T.K.o. in Runde 11).

## Verlegung
Gilberto Mendoza war ab 1982 Präsident der WBA. In den 1990ern verlegte die Boxorganisation ihren Hauptsitz von Panama-Stadt (Panama) nach Caracas (Venezuela). Seit 2007 ist der Sitz erneut Panama. Die WBA betreibt daneben aber weiterhin einen Zweitsitz in Turmero in Venezuela.